# Beşiktaş (district)
Beşiktaş is een van de 39 districten van de provincie Istanboel en telt ongeveer 190.000 inwoners.
Het district Beşiktaş  omvat het gebied op de Europese zijde van de Bosporus, van Dolmabahçe-paleis tot Bebek.
Op het grondgebied bevinden zich verschillende bekende en populaire locaties van Istanboel, zoals Arnavutköy, Balmumcu, Bebek, Etiler, (delen van) Levent, Ortaköy, Ulus en Yıldız.
Buiten Turkije is het vooral bekend van de plaatselijke voetbalclub Beşiktaş JK.

## Partnersteden
- Brooklyn (New York) (Verenigde Staten), sinds 2005
- Erlangen (Duitsland), sinds 2003
- Trenčín (Slowakije)